# Aeropuerto Regional del Condado de San Luis Obispo
El Aeropuerto del Condado de San Luis Obispo o el San Luis Obispo County Regional Airport (IATA: SBP, OACI: KSBP, FAA LID: SBP), también conocido como McChesney Field, es un aeropuerto localizado en San Luis Obispo, California del condado de San Luis Obispo. El aeropuerto es principalmente usado para la aviación general, pero también es abastecido por dos aerolíneas comerciales.
Localizado justo al sur de la ciudad de San Luis Obispo, el Aeropuerto Regional del Condado de San Luis Obispo abastece a las áreas tan al norte como el sur del condado de Monterrey y tan al sur y norte como el condado de Santa Bárbara. El aeropuerto tiene un acceso conveniente desde y hacia la costa central de California. Los residentes pueden volar hacia Los Ángeles, Phoenix, y San Francisco.

## Instalaciones
El aeropuerto cubre 138 ha (340 acres) y tiene dos pistas:
- 29/11: 1859 x 46 m (6100 x 150 pies): asfalto
- 25/7: 762 x 30 m (2500 x 100 pies): asfalto

Una nueva terminal de pasajeros reemplazó a la instalación más pequeña y antigua hacia el extremo norte del aeródromo. La ceremonia inaugural se llevó a cabo el 8 de octubre de 2015 y se inauguró el 1 de noviembre de 2017. La nueva terminal cuenta con modernos mostradores de check-in y controles de seguridad, un área de descanso para mascotas en un patio central, un puesto de comida posterior al control de seguridad, varias puertas con áreas de espera y dos pasarelas de acceso a aeronaves completamente de vidrio además de las puertas a nivel del suelo. Las obras de arte en el vestíbulo incluyen secciones de cola y una góndola de motor de un Boeing 747. El aeropuerto está diseñado para albergar hasta 1.2 millones de pasajeros al año, muy por encima de los 450,000 que tenía el aeropuerto en el momento de la construcción.
El aeropuerto también cuenta con el Restaurante Espíritu de San Luis, en la terminal original de la década de 1950. Tiene asientos al aire libre para que los clientes vean despegar y aterrizar los aviones, y es popular entre los pilotos privados para "volar" a almorzar.
La terminal construida en la década de 1980 cubre 16,000 pies cuadrados y actualmente alberga una escuela de vuelo.
Hay numerosos lugares de estacionamiento para aeronaves de aviación general y varios FBO, incluidos Air San Luis y ACI Jet Center, así como alquiler de aeronaves y escuelas de vuelo.

## Aerolíneas y destinos

### Pasajeros
| Aerolíneas        | Destinos                                                       |
| ----------------- | -------------------------------------------------------------- |
| Alaska Airlines   | Portland (OR), San Diego, Seattle/Tacoma Estacional: Las Vegas |
| American Airlines | Dallas/Fort Worth, Phoenix-Sky Harbor                          |
| American Eagle    | Phoenix–Sky Harbor                                             |
| United Airlines   | Denver                                                         |
| United Express    | Denver, Los Ángeles, San Francisco                             |

### Carga
| Aerolíneas                        | Destinos               |
| --------------------------------- | ---------------------- |
| Ameriflight                       | Burbank, Santa Bárbara |
| FedEx Feeder operado por West Air | Ontario                |

## Estadísticas

### Tráfico anual

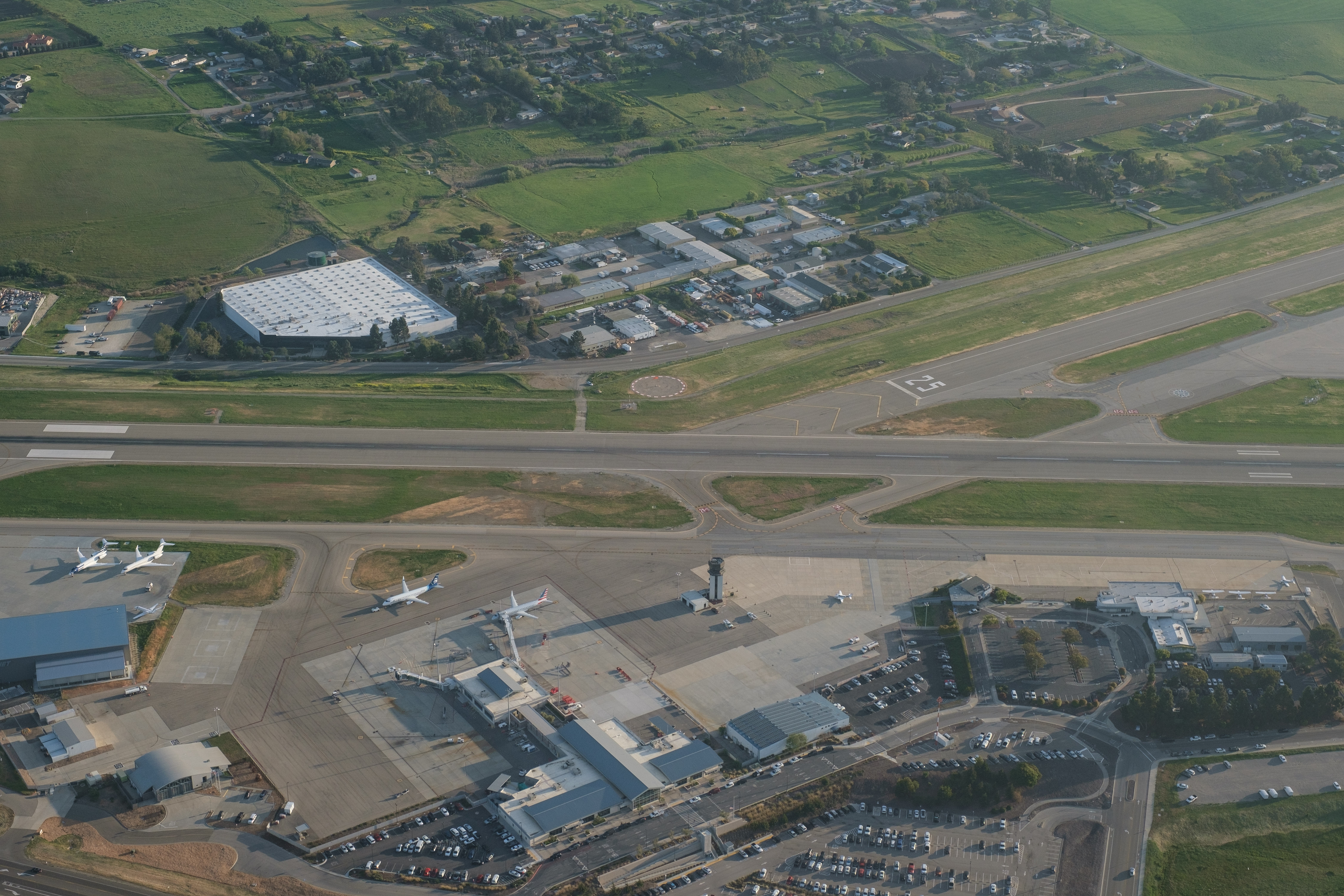
Vista del aeropuerto de San Luis Obispo con la nueva terminal a la izquierda y la antigua terminal a la derecha.

| Año  | Pasajeros | Cambio      |
| ---- | --------- | ----------- |
| 1998 | 298,279   | Sin cambios |
| 1999 | 310,571   | 4.12%       |
| 2000 | 311,041   | 0.15%       |
| 2001 | 310,076   | 0.31%       |
| 2002 | 307,132   | 0.95%       |
| 2003 | 295,076   | 3.93%       |
| 2004 | 321,278   | 8.88%       |
| 2005 | 358,428   | 11.6%       |
| 2006 | 354,998   | 0.96%       |
| 2007 | 368,423   | 3.78%       |
| 2008 | 312,172   | 15.3%       |
| 2009 | 241,061   | 22.8%       |
| 2010 | 264,732   | 9.82%       |
| 2011 | 272,420   | 2.90%       |
| 2012 | 259,505   | 4.74%       |
| 2013 | 272,268   | 4.92%       |
| 2014 | 302,652   | 11.2%       |
| 2015 | 292,462   | 3.37%       |
| 2016 | 330,231   | 12.9%       |
| 2017 | 407,646   | 23.4%       |
| 2018 | 485,911   | 19.2%       |
| 2019 | 544,575   | 12.1%       |
| 2020 | 269,491   | 49.5%       |
| 2021 | 406,230   | 50.7%       |
| 2022 | 553,425   | 36.2%       |
| 2023 | 660,745   | 19.4%       |
| 2024 | 746,764   | 13.0%       |